# Фальсифікація
Фальсифікація  (від лат. falsificatio):
- підлог, підробка, імітація
- умисне викривлення або ж неправильне тлумачення тих чи інших явищ, подій, фактів;
- вчинене з корисливих мотивів підроблення чогось, зміна вигляду або ж властивостей предмету і надання йому такого зовнішнього вигляду, що не відповідає його справжній суті.